# Olivia (sanger)
 For alternative betydninger, se Olivia (flertydig). (Se også artikler, som begynder med Olivia)
Olivia Theresa Longott (født 15. februar 1980), bedst kendt som Olivia, er en amerikansk R&B sanger.

## Tidlige liv
Olivias mor er jamaicansk / Native American og hendes far er cubansk.

## Diskografi
- 2001: Olivia
- 2005: Behind Closed Doors
- 2010: Show the World